# Luigi Sapienza
Luigi Sapienza (Catania, 10 marzo 1866 – Catania, 2 maggio 1939) è stato un ufficiale italiano.
Comandante di Battaglioni Alpini e del Gruppo di tre Batterie da Montagna 69a, 70a, 71a contribuì ad arrestare gli austriaci durante varie fasi della Strafexpedition.

## Biografia

### Gli anni precedenti alla Prima guerra mondiale
Lasciati gli studi dell'Istituto Tecnico nonostante le opposizioni della famiglia, il 18 settembre 1884 entra alla Scuola Militare di Modena da dove ne esce il 2 agosto 1886, sottotenente nel 55º Rgt. Fanteria (Brigata Marche).
Il 6 novembre 1887 dopo le infauste giornate di Dogali e Saati a sua domanda parte col 13º Battaglione d'Africa per la Colonia Eritrea (spedizione S. Marzano) e vi rimane sin dopo la rioccupazione di Saati, rientrando in Italia ammalato, il 21 aprile 1888. Il 30 marzo 1890 è promosso tenente sempre nel 55º Fanteria.
Il 14 aprile 1894 sposa a Caluso (TO) Erminia Gnavi Teghil con la quale ha tre figli: Anna, Venera e Salvatore.

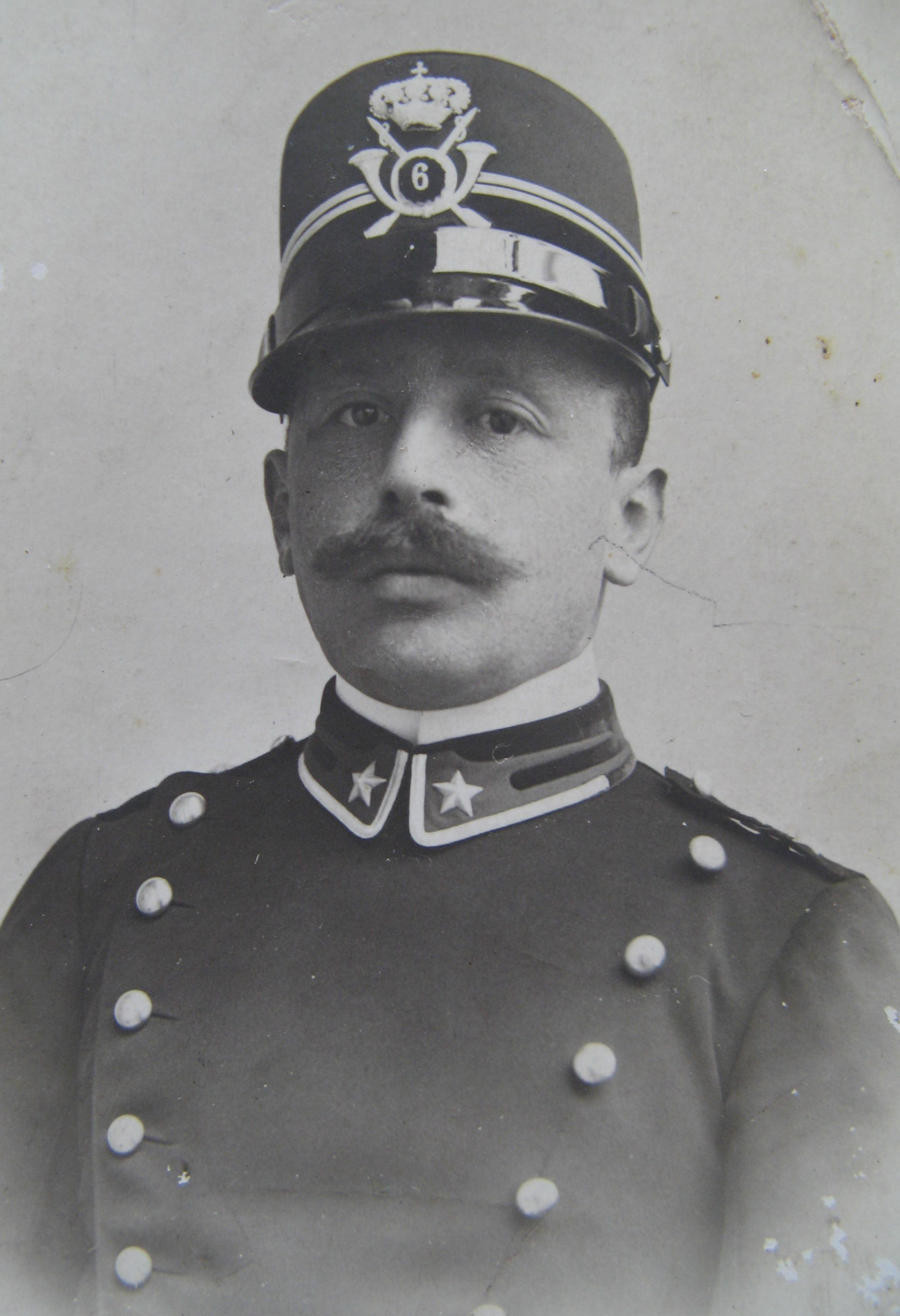
Il giovane Tenente Luigi Sapienza. (AUSSME Archivio Fotografico)

Il 28 luglio 1902 è capitano nel 6º Reggimento Alpini. II 27 novembre 1911 quale capitano comandante la 38ª Compagnia del Battaglione Ivrea (4º Alpini) parte per la Cirenaica (Tobruk) dove il 22 dicembre dello stesso anno, prende parte ad un primo fatto d'armi di avamposti. Successivamente sempre con lo stesso Battaglione trasferitosi a Derna, prende parte ai seguenti fatti d'arme riferiti all'anno 1912: 17 gennaio (Ridotta Piemonte); 12 febbraio (Ridotta Calabria); 3 marzo (Ridotta Lombardia e Marabutto); 17 settembre (Casa Aronne); 8, 9, 10 ottobre (Bu Msafer), meritando per quest'ultimo combattimento la concessione di una Medaglia di Bronzo al Valor Militare con la seguente motivazione: "Comandante interinale di Battaglione, in combattimento ne diresse l'azione con lodevole fermezza e serenità''. Promosso maggiore il 4 gennaio 1914 è destinato al 33º Reggimento Fanteria (Brigata Livorno)

### La Prima guerra mondiale

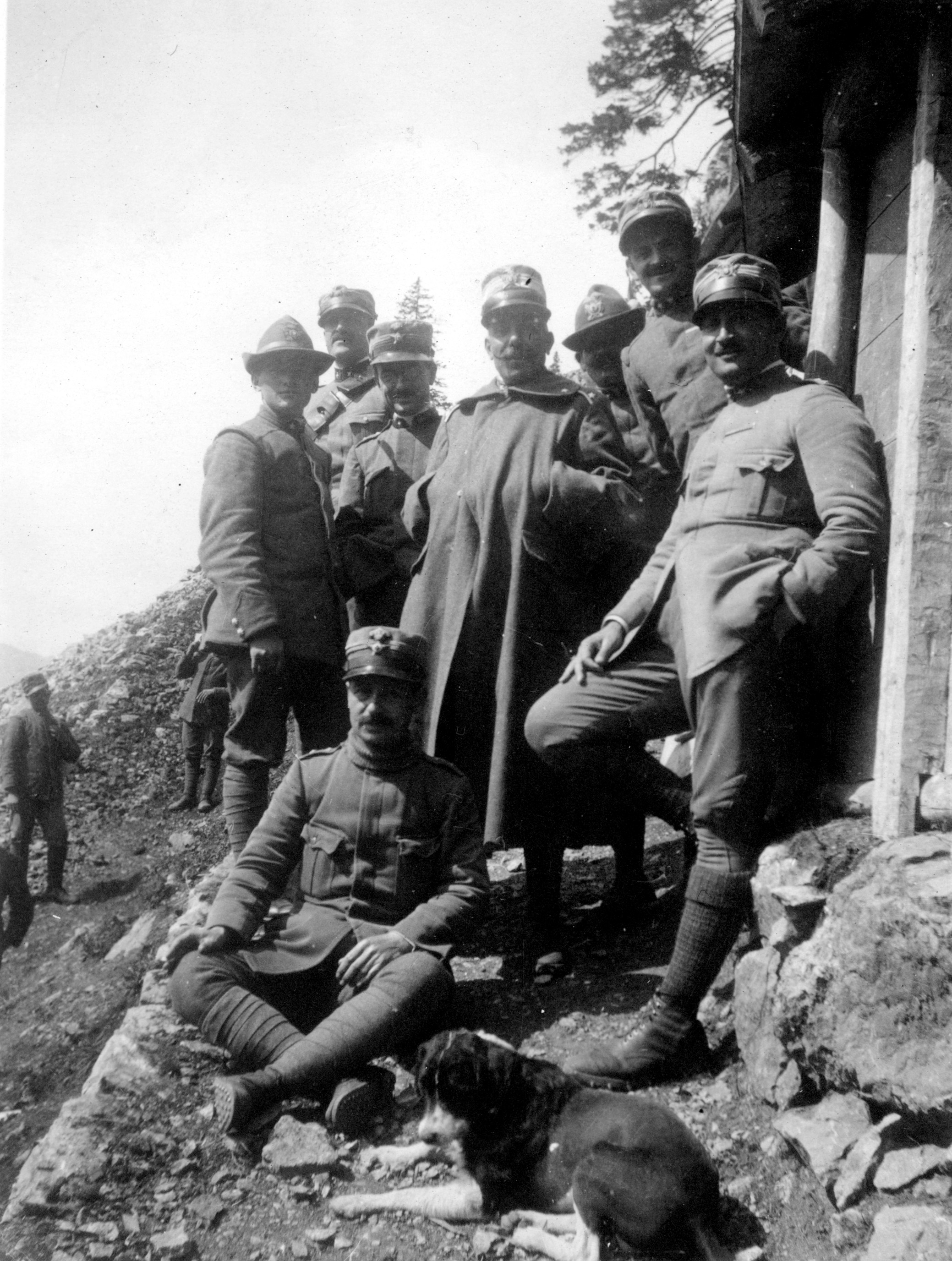
Ten. Colonnello Sapienza sul Pal Grande in Carnia, comandante del Battaglione Tolmezzo, 8º Reggimento Alpini, anno 1915. Alla sua sinistra il vice comandante Ugo Pizzarello, Medaglia d'Oro al V. M. (Archivio Storico Municipio di Udine)

La Prima guerra mondiale lo trova al comando del Battaglione Tolmezzo dell'8º Reggimento alpini in Carnia e precisamente comandante il Sottosettore Alto But: Pal Grande, Freikofel, Pal Piccolo. Dopo pochi giorni di guerra, il 10 giugno 1915, per le brillanti operazioni svoltesi nel Sottosettore ai suoi ordini, per motu proprio di S. M. il Re, viene promosso tenente colonnello per merito di guerra con la seguente motivazione: "Al comando di più Battaglioni Alpini e di reparti di Artiglieria, in una zona alpina di frontiera fatta segno a vigorosi e ripetuti attacchi nemici, impiegava con grande energia, intelligenza e perizia, i reparti ai suoi ordini, con essi riusciva a respingere brillantemente l'avversario, ad infliggergli notevoli perdite ed a mantenere il possesso di importantissime posizioni, Alto But, Giugno 1915". Fu il primo ufficiale promosso al grado superiore per merito di guerra.
Il 9 novembre 1915, promosso colonnello, viene destinato al comando del 38º Reggimento Fanteria (Brigata Ravenna) col quale reparto prende parte a più combattimenti (Oslavia, Plava, Zagora). Successivamence destinato al comando della 1ª Frazione del Gruppo Alpini E, (poi IV Gruppo Alpini) prende parte alle operazioni svoltesi in Trentino per arrestare l'offensiva austriaca e combatte strenuamente a Monte Campomolon e Monte Cimone di Tonezza meritando speciale lusinghiera menzione sul comunicato del Comando Supremo, nonché la proposta di una Medaglia d'oro al V. M. e la concessione sul Campo, da parte del Comando 1ª Armata, di due Medaglie d'argento al V. M., con le seguenti motivazioni:
"Incaricato di proteggere il ripiegamento della 35ª Divisione dalle posizioni di Campomolon, con valore, tenacia e sicuro colpo d'occhio, resistette per due giorni al nemico incalzante e con deciso contrattacco riuscì ad arrestarlo e a disimpegnarsi, dopo aver protetto il completo ed ordinato ripiegamento delle truppe della Divisione. Toraro – Malga Zolle 19, 20 maggio 1916"
"Avuto ordine di tenere testa con due Battaglioni Alpini a grosse masse nemiche, con indomita fermezza e serenità, preclaro esempio di virtù militari, assolveva oltre ogni attesa il suo compito, protraendo per quattro giorni consecutivi la resistenza nonostante i violenti attacchi nemici e l'intenso fuoco di artiglieria, e sottraendo infine abilmente i resti delle sue valorose truppe alla stretta dell'avversario. M. Cimone di Tonezza 23, 24, 25, 26 maggio 1916".
Sugli Altopiani, quale comandante del IV Gruppo Alpini, nel luglio del 1916, attacca ripetutamente le posizioni austriache del Monte Ortigara – Monte Campigoletti – Monte Chiesa – Monte Palo. Subito dopo, spostatosi nelle Alpi di Fassa (testata del torrente Vanoi) sempre al comando dello stesso Gruppo Alpini, assale ed espugna la vetta del massiccio di Busa Alta e tiene le posizioni di quell'importante Settore sino al 31 maggio 1917 epoca in cui viene destinato al Comando della Brigata Murge sul Carso (259°, 260 °F.) fronti Jamiano – Flondar quale colonnello brigadiere. Il 18 luglio 1917 destinato al Comando dei Gruppi Alpini II e VII più tardi denominato II Raggruppamento Alpini viene spostato in Val d'Astico sulle posizioni del Redentore (Caviojo) da dove nell'ottobre dello stesso anno, appena iniziatasi l'offensiva austriaca su Caporetto, viene mandato a Cima Monte Maggiore per concorrere con truppe provenienti da altri fronti, ad arginare l'invasione nemica prima che questi sbocchi nella pianura.
I dolorosi avvenimenti di quei giorni lo trasportano di tappa in tappa a Castell'Arquato (Borgo S. Donnino) (in provincia di Piacenza) dove in conseguenza della nuova organizzazione delle truppe e dello scioglimento del II Raggruppamento Alpini, viene destinato al Comando della Brigata Ravenna sul Grappa, rimanendo ad operare per oltre quattro mesi al comando del tormentato Settore di Val Calcino. Decisa, il 16 aprile 1918, da parte del Comando Supremo, la creazione di una Divisione Cecoslovacca con personale volontario reclutato nei vari campi di concentramento di prigionieri austriaci, il Generale Sapienza viene prescelto per il comando della 2ª Brigata più tardi denominata 12ª Brigata Cecoslovacca che si organizza in Foligno e dintorni e che successivamente, ad operazioni ultimate, viene impiegata in Trentino (Settore Altissimo) dove nel settembre dello stesso anno prende parte all'aspro ma fortunato combattimento di Dosso Alto.
Il 19 ottobre 1918, passato al Comando del 6º Raggruppamento Alpini in unione alle truppe della 5ª Divisione Alpina, superata la resistenza avversaria del Passo del Tonale per Val Vermiglio, scende a Fucine, dove il 4 novembre, in seguito all'armistizio di Villa Giusti, hanno termine le operazioni offensive dei due eserciti belligeranti.
Il 6 novembre 1918 viene nominato C.te del Settore Valtellina – Valcamonica – Giudicarie, con sede a Brescia. Il 5 febbraio 1919 viene nominato comandante il 4° Rgpt. Alpini in Tirolo (Alta Val d'Adige) con sede a Mals e poi a Schlanders (Silandro è in Val Venosta). Nel settembre, sempre con il 4° Rgpt. Alpini viene spostato a Gorizia dove contemporaneamente assume il Comando di quel Presidio. Nel gennaio 1920, un successivo spostamento lo porta ad Udine dove un mese dopo, in seguito ad ordine del Ministero della Guerra, il 4º Raggruppamento Alpini, seguendo la sorte dei reparti non previsti nei nuovi organici di pace, viene sciolto. In seguito a tale provvedimento, non volendo il Generale Sapienza accettare altre destinazioni, il 10 febbraio 1920 viene collocato a disposizione del Ministero della Guerra ed il 16 agosto, a sua domanda, in aspettativa per riduzione dei quadri.
È ricordato come un uomo attento alla vita dei suoi soldati, anche a costo di modificare in parte gli ordini se la situazione lo consentiva: la richiesta di vincere a tutti i costi non era disgiunta dal dovere morale di non mandare a morire inutilmente i suoi soldati alpini o fanti. Lo storico Mario Silvestri lo descrive come uno degli uomini migliori tra gli ufficiali dell'esercito italiano.
È sepolto a Sant'Agata li Battiati (CT) nella tomba della famiglia Spadaro.